# Paratoo Copper Mine
Paratoo Copper Mine är en gruva i Australien. Den ligger i kommunen Peterborough och delstaten South Australia, omkring 260 kilometer norr om delstatshuvudstaden Adelaide.
Trakten runt Paratoo Copper Mine är nära nog obefolkad, med mindre än två invånare per kvadratkilometer.. 
Omgivningarna runt Paratoo Copper Mine är i huvudsak ett öppet busklandskap. Genomsnittlig årsnederbörd är 257 millimeter. Den regnigaste månaden är februari, med i genomsnitt 46 mm nederbörd, och den torraste är oktober, med 1 mm nederbörd.